# Louis Alexandre Davout
Pour les autres membres de la famille, voir Famille d'Avout.
Louis Alexandre Edme François, baron d'Avout, né le 14 septembre 1773 à Étivey, province de Bourgogne, mort le 3 septembre 1820 à Ravières (Yonne), est un général français de la Révolution et de l’Empire.

## Biographie

### Famille
Né, dans la demeure familiale d'Etivey, du mariage de Jean-François d'Avout, écuyer, seigneur de Ravières et d'Annoux, lieutenant au régiment Royal-Champagne cavalerie, et d'Adélaïde Minard du Velard, Louis Alexandre est le frère cadet du maréchal d'Empire, Louis Nicolas Davout.

### Carrière militaire

#### Guerres révolutionnaires
Capitaine dans le 3e bataillon de volontaires de l'Yonne le 26 septembre 1791, il combat à l'armée des Ardennes en 1792 et est destitué comme noble en 1793.
Réintégré dans son grade au commencement de l'an III, et nommé aide de camp du général de brigade Davout son frère, il sert aux armées du Nord, de Rhin-et-Moselle et du Rhin jusqu'au mois de floréal an VI, et embarque pour l'Égypte en qualité d'adjoint à l'adjudant-général Grézieux, sous-chef de l'état-major général de l'armée expéditionnaire d'Orient.
Présent à la prise de Malte et aux batailles de Chebreiss et des Pyramides, aux sièges de Jaffa et de Saint-Jean-d'Acre, il est promu chef d'escadron à la suite du 20e régiment de dragons le 19 frimaire an VIII, et se distingue le 29 ventôse suivant à la bataille d'Héliopolis.
Rappelé par son frère le 21 messidor de la même année pour remplir près de lui ses premières fonctions d'aide-de-camp, il fait la campagne de l'an IX avec l'armée d'Italie et a un cheval blessé d'un coup de feu le 5 nivôse au passage du Mincio.

#### Guerres napoléoniennes
Employé au camp de Bruges pendant les ans XII et XIII, il y est nommé membre et officier de la Légion d'honneur le 25 prairial an XII, et colonel le 17 pluviôse an XIII.
Toujours aide-de-camp de son frère, il le suit à la Grande Armée, assiste aux batailles d'Austerlitz, d'Iéna, d'Auerstaedt et d'Eylau, et devient commandant de la Légion d'honneur à Tilsitt le 7 juillet 1807, et chevalier de l'ordre de Saint-Henri de Saxe le 8 mars 1808.
À la Grande armée d'Allemagne en 1809, il se trouve le 6 juillet à la bataille de Wagram, est créé baron de l'Empire le 15 août suivant, et promu général de brigade le 6 août 1811.
Souffrant de « rhumatismes qui lui rendent depuis près de quinze ans l’existence si douloureuse » (Lettre de Davout à la maréchale, 1808), il se retire du service actif le 25 novembre 1813 et rentre à Ravières (Yonne). La pension du général n'ayant pas été liquidée, le ministre de la Guerre arrête le 14 décembre 1814, qu'il ne serait donné aucune suite à la décision du 25 novembre 1813 et qu'il serait rétabli sur le contrôle des officiers susceptibles d'être employés, avec le traitement de non-activité.
Resté sans emploi pendant les Cent-Jours, il conserve la même position sous la seconde Restauration. Chevalier de Saint-Louis le 19 janvier 1817, et compris comme disponible dans le cadre de l'état-major général le 30 décembre 1818, il meurt dans sa résidence de Ravières le 3 septembre 1820 et est inhumé dans la chapelle Saint Roch de cette commune.

## Titre de noblesse
Louis Alexandre Davout était 1er Baron Davout et de l'Empire par décret du 19 mars 1808, lettres patentes du 22 novembre 1808 (Burgos).

## Décorations
- Légion d'honneur :
  - Officier le 25 prairial an XII, puis,
  - Commandant de la Légion d'honneur le 7 juillet 1807 ;
- Chevalier de Saint-Louis le 19 janvier 1817 ;
- Chevalier de l’Ordre de Saint-Henri de Saxe (autorisé par décret impérial du 8 mars 1808).

## Armoiries
| Figure | Blasonnement |
|        | - Armes des d'Avout : De gueules, à la croix d'or chargée de cinq molettes de sable. - Devises: 1° JUSTUM ET TENACEM, 2° VIRTUTI PRO PATRIA. - Adage : QUAND UN DAVOUT SORT DU BERCEAU, UNE ÉPÉE SORT DE SON FOURREAU. |
|        | Armes du baron Davout et de l'Empire - Les lettres patentes donnent : Écartelé ; au premier de gueules à la croix d'or chargée de cinq étoiles d'azur posées une, trois et une;au deuxième des barons militaires; au troisième d'argent à l'ancre avec son anneau de sable, surmonté d'un comble de gueules chargé de trois rosettes d'or posées en fasce; au quatrième d'or, chargé de deux lions rampants de gueules adossés tenant chacun une lance polonaise de sable, et entouré d'une bordure companée d'or et de gueules. - On trouve aussi : Ecartelé : au I, de gueules, à la croix d'or, chargée de cinq molettes de sable (d'Avout) ; au II, du quartier des Barons militaires de l'Empire ; au III, d'argent, à l'ancre de sable, au comble de gueules, chargé de trois roses d'or ; au IV, d'or, à deux lions de gueules adossés, chacun tenant une lance polonaise de sable, à la bordure componée d'or et de gueules., Livrées : rouge, jaune, blanc et bleu. |

## Pour approfondir